# 吉田文五郎
吉田 文五郎（よしだ ぶんごろう）は、人形浄瑠璃の人形遣い。

## 4代目（3代目とも[要説明]）

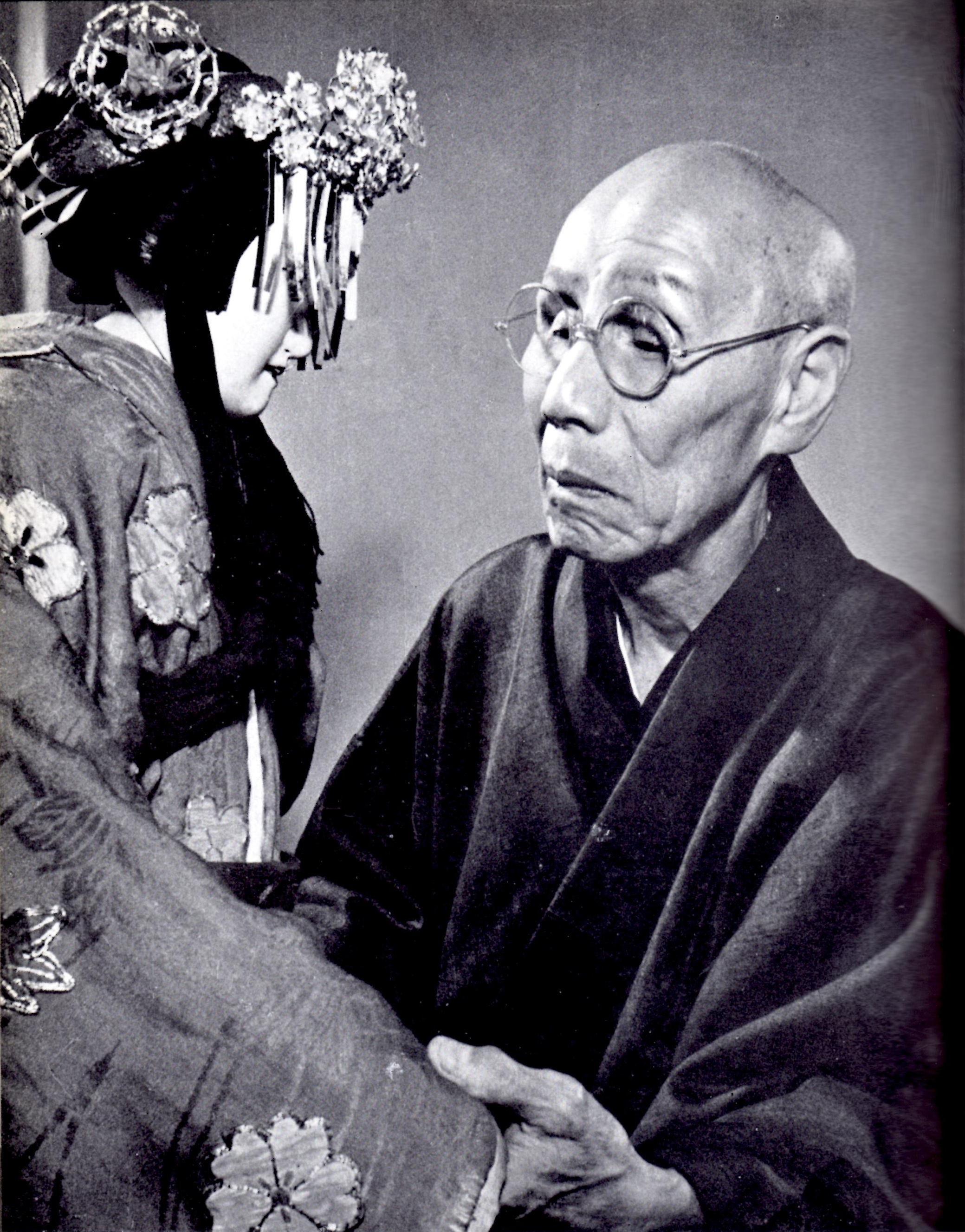
四世吉田文五郎

四世吉田文五郎（よしだ ぶんごろう、明治2年10月20日（1869年11月23日） - 昭和37年（1962年）2月21日）は、大阪府畳屋町生まれ。本名:河村巳之助。
生家は質屋だったが、廃業のために8、9歳でいろんな所に奉公に出る。父・河村清五郎は文楽の表方をしていた関係で初代吉田玉五郎の門下になったが続かず、1883年に初代吉田玉助の門下になり松島文楽座に出る、1884年に吉田巳之助の名で彦六座や明楽座等を転々とした、東京の人形芝居にいた事もある。1892年に吉田簑助に改名。1907年には3代目桐竹亀松を襲名。翌年に簑助に戻る。1909年4代目文五郎を襲名し、1915年からは文楽座人形座頭となった、女形遣いの名手として大正・昭和を通じて人気を集める。1949年日本芸術院会員。1955年重要無形文化財、1956年に大阪市民文化賞、1959年文化功労者。1956年には東久邇家から「吉田難波掾」の称号を受けた。著書には「文五郎芸談」がある。1958年に心臓弁膜症で一時重体となったが復帰。最後の舞台は1961年12月の「恋娘昔八丈・鈴ヶ森の段」のお駒。1962年、老衰により布施市の牧野病院で死去、92歳没。
弟子には人間国宝の吉田文雀、3代目吉田簑助等がいる。
初代吉田栄三と比較される事が多かった。
晩年は耳も遠くなり、浄瑠璃や三味線の音も聞こえなかったが、覚えこんだ芸で舞台を務めた。
戦後は人形の首(かしら)の保存に力を入れ明治の古くから受け継いだ首を使用せず4代目大江巳之助に依頼し新たに製作させた。古い頭は現在でも文雀が中心になって保存し、後世に受け継がれている。